# Силкин, Григорий Петрович (политик)
Григорий Петрович Силкин (4 [16] ноября 1898 — 1964) — советский партийный деятель, первый секретарь Тамбовского обкома ВКП(б) (1938—1940).

## Биография
Родился в крестьянской семье. С 14 лет, в 1912—1914 годах работал учеником портного, в 1915—1917 годах — рабочий на Московской текстильной фабрике. Служил в Красной Армии. В 1917—1918 годах находился на военной службе. В 1917—1918 годах работал на железной дороге. В 1919—1923 годах служил в РККА.
В 1923—1925 годах был председателем сельсовета, председателем сельхозкооперации; в 1925—1930 — редактор многотиражной газеты фабрики имени Я. М. Свердлова (Москва). В 1929 году вступил в ВКП(б).
В 1929—1933 годах учился в литературном институте, по окончании которого работал редактором историко-партийной литературы. В 1935—1938 годах обучался в Институте красной профессуры. В связи с ликвидацией института в январе 1938 года направлен на работу инструктором отдела руководящих партийных органов ЦК ВКП(б).
В феврале 1938 года, по решению Политбюро ЦК ВКП(б), Г. П. Силкин был направлен на должность третьего секретаря Оргбюро ЦК ВКП(б) по Тамбовской области. 19 марта того же года был избран 3-м секретарём Тамбовского обкома ВКП(б), в мае — вторым (сменив И. К. Седина), в июле — первым секретарём Тамбовского обкома ВКП(б). Работал на этой должности по март 1940 года.
С 21 марта 1939 по 20 февраля 1941 года был членом Центральной ревизионной комиссии ВКП(б); выведен из состава комиссии Постановлением XVIII конференции ВКП(б).
Делегат XVIII конференции ВКП(б), XVIII съезда ВКП(б). Депутат Верховного Совета РСФСР 1-го созыва (от Башмаковского округа Тамбовской области; 1938—1947).
Дальнейшая судьба Силкина неизвестна.